# 오오에도
오오에도(일본어: 大江戸)란 에도시대에 에도성이 축성된 이래 크게 확대된 성하도시 에도의 확장과 번영을 나타내는 아어(雅語)다. 이 말이 정착된 것은 18세기 후반으로, 그 범위는 주인(朱引)으로 정해졌다.
“오오에도”라는 표현이 나타나는 가장 오래된 기록은 명화 8년(서기 1777년)의 『본조수호전』, 관정 원년(1789년)의 『통기수어전』 등이 알려져 있다.
또한 에도의 원형이 완성된 것은 연보 연간(1673년-1681년)이었으며, 이 무렵 북쪽으로는 센쥬에서 남쪽으로는 시나가와까지 이어지는 「오오(大)에도」가 출현했다고도 한다. 에도는 원래 “2리 사방”(二里四方)이라고 불렸는데, 이 시기에는 “4리 사방”(四里四方)이라고 불릴 정도로 확대되었다고 한다.